# Uettingen
Uettingen (en allemand plus tôt aussi: Üttingen, Uetingen, Ütingen) est une commune située en Bavière (Allemagne), dans l'Arrondissement de Wurtzbourg.

## Démographie
Le village compte 1922 habitants.

## Histoire
En 772 Uettingen a été mentionné pour la première fois dans un document. Le village appartenait à l'abbaye de Holzkirchen, plus tard aux comtes de Wertheim. À partir de 1625, Uettingen appartenait aux barons Wolffskeel von Reichenberg. En 1806, Uettingen devint une partie du grand-duché de Wurtzbourg et en 1814 du royaume de Bavière. Les dernières batailles de la guerre austro-prussienne de 1866 se déroulèrent pendant les combats d'Uettingen.

Panorama

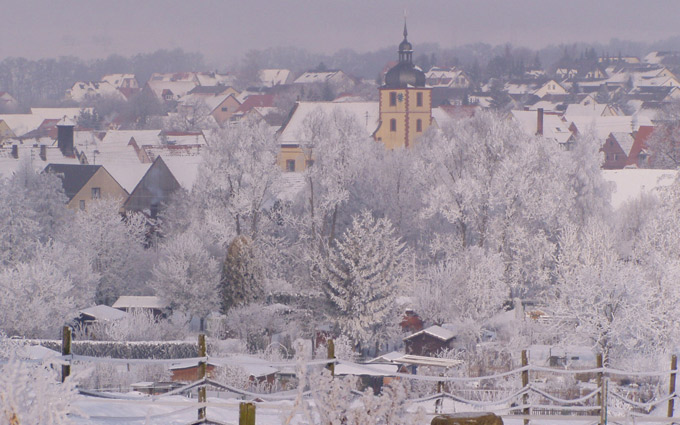
Uettingen en janvier 2005